# Kurt Rauh
Kurt Ernst Rauh (* 6. Dezember 1897 in Plauen; † 18. April 1952 in Aachen) war ein deutscher Maschinenbauingenieur und Hochschullehrer.

## Leben
Kurt Rauh war der Sohn eines Lehrers an der Bürgerschule in Plauen. Nach dem Abitur im Jahr 1916 am Realgymnasium in Plauen und zwei Jahren Wehrdienst im Ersten Weltkrieg mit Einsätzen in Flandern und in Russland, zuletzt als Unteroffizier, studierte er ab 1919 Maschinenbau an der TU Dresden mit dem Diplomabschluss im Jahr 1921. Danach arbeitete er für die Mühlenbauanstalt und Maschinenfabrik Gebr. Seck in Dresden-Zschachwitz, die eine führende Rolle im Maschinenbau für Bierbrauereien hatte. 1922 kehrte Rauh zurück an die TU Dresden als Assistent bei Rudolf Hundhausen (1864–1946), einem Schüler von Franz Reuleaux, der in Dresden nach dem Vorbild von Berlin eine große Maschinenmodell- und Gelenkmechanismensammlung aufbaute, bevor er Ende des Jahres wieder in die Industrie als Entwurfsingenieur bei der Firma Buch- und Kartonagenmaschinen O. Hoppe in Leipzig ging.
Im Jahr 1923 wechselte Rauh zur Firma F. Soennecken in Bonn als Leiter des Konstruktionsbüros, Verantwortlicher für das Patentwesen und ab 1925 als Assistent des Betriebsdirektors. Die Firma stellte Büromaterial und -einrichtung her. Ein Jahr später wurde er Assistent von Karl Vormfelde an der Landwirtschaftlichen Hochschule Bonn-Poppelsdorf am Institut für Landmaschinenlehre und Physik und befasste sich verstärkt mit Landmaschinentechnik. Die Hochschule hatte damals noch kein Promotionsrecht und Rauh promovierte deshalb 1927 an der TH Hannover bei Arthur Pröll mit seiner Dissertation: Untersuchung und Weiterentwicklung der Getriebe mit periodischem Hin- und Rücklauf und beschleunigungsfreiem Arbeitsgang.
Ein Jahr später habilitierte er sich an der RWTH Aachen und wurde zugleich dort als Privatdozent für Getriebelehre übernommen, blieb dennoch bis 1934 Hauptassistent in Bonn-Poppelsdorf. In Aachen wurde er 1935 zunächst zum außerordentlichen und 1939 zum außerplanmäßigen Professor für Getriebelehre, Maschinenbaulehre und Patentlehre ernannt. Im Fach Getriebelehre veröffentlichte er in den 1930er Jahren eine Monographie und hielt zum Thema Patentrecht öffentliche Vorträge im Radio.
Im Zweiten Weltkrieg wurde Rauh als Ingenieur im Stabsdienst der Reichsluftwaffe im Rang eines Majors eingesetzt. 1946 kehrte er nach kurzer Internierung wieder zurück nach Aachen und erhielt einige Monate lang Arbeitsverbot, bis er im Oktober 1947 beim Entnazifizierungsverfahren in die Gruppe IV ohne Vermögenssperre eingestuft wurde. Anschließend lehrte Rauh wieder an der RWTH und absolvierte im Jahr 1951 eine Studienreise in die USA. Wenige Monate nach seiner Rückkehr nach Aachen starb er an einer schweren Krankheit.

## Schriften (Auswahl)
- Praktische Getriebelehre, 2 Bände, Springer, 1931, 1939
- Führungsgetriebe, VDI Verlag 1935
- Vorlesungen über Patentlehre an der Technischen Hochschule Aachen, Bonn: Soennecken 1947
- Entwicklungslinien im Landmaschinenbau, Essen: Girardet 1949
- Aufbaulehre der Verarbeitungsmaschinen, Essen:Girardet 1950 (Text- und Bildband)